# Wacław Kapuściński
Wacław Kapuściński (ur. 30 sierpnia 1929 we Włocławku}) – polski działacz partyjny i dyplomata, pułkownik Ludowego Wojska Polskiego, chargé d’affaires w Australii (1978).

## Życiorys
Syn Wacława i Franciszki. Od 1948 do 1951 był słuchaczem Oficerskiej Szkoły Piechoty nr 1 we Wrocławiu, a od 1952 do 1955 Akademii Sztabu Generalnego w Warszawie. Ponadto od 1973 kształcił się w Wyższej Szkole/Akademii Dyplomatycznej MSZ ZSRR. Został żołnierzem Ludowego Wojska Polskiego, w tym od 1963 do 1968 w Głównym Zarządzie Polityczny Wojska Polskiego. Z służby wojskowej odszedł 4 sierpnia 1973 w stopniu pułkownika.
Od 1951 członek Polskiej Zjednoczonej Partii Robotniczej. Zajmował stanowiska zastępcy kierownika Biura Prasy KC PZPR (1971–1972), a następnie wicekierownika ds. środków masowego przekazu w Wydziale Propagandy, Prasy i Wydawnictw KC PZPR (1972–1973/5). Od 1973 do 1976 I sekretarz ambasady PRL w Moskwie, w 1976 doradca ministra w Departamencie II Ministerstwa Spraw Zagranicznych. Od 1976 do 1981 był radcą ambasady PRL w Canberze, w tym od marca do kwietnia 1978 jako chargé d’affaires placówki. W 1983 został wydalony z szeregów PZPR.